# Science Citation Index
Science Citation Index je citatna baza podataka koju je napravio Institut za znanstvenu informaciju (ISI) i stvorio Eugene Garfield. Službeno je pokrenuta 1964. godine. Danas je vlasnik Clarivate Analytics (prije Intellectual Property and Science business Thomson Reutersa). Pokriva područje općenite znanosti, medicine i tehnologije. Sjedišta su u Kanadi i Hong Kongu. Tiskano izdanje ima ISSN 0036-827X. Proširena inačica ovog indeksa (Science Citation Index Expanded) pokriva više od 8.500 notabilnih i signifikantnih znanstvenih žurnala, više od 150 znanstvenih disciplina, od 1900. godine do današnjice. Ove su alternativno opisane kao vodeći svjetski žurnali znanosti i tehnologije zbog stroga procesa izbora i uvrštavanja.
Ovaj indeks je međumrežno dostupan preko različitih platforma kao što je Web of Science i SciSearch.

## Vanjske poveznice
- Službene stranice  Arhivirana inačica izvorne stranice od 27. veljače 2021. (Wayback Machine)